# Texas Stars
Texas Stars – profesjonalna drużyna hokejowa grająca w American Hockey League w dywizji zachodniej, konferencji zachodniej. Drużyna ma swoją siedzibę w mieście Cedar Park niedaleko Austin w Stanach Zjednoczonych. Założony w 1999 roku jako Louisville Panthers. Później też jako Iowa Stars (2005–2008) i Iowa Chops (2008–2009). Od 2009 roku gra pod obecną nazwą. Funkcjonuje jako klub farmerski wobec Dallas Stars. Ponadto posiada afiliację w ECHL - Idaho Steelheads i w CHL - Allen Americans.

## Sukcesy
- Puchar Caldera: 2014
- Robert W. Clarke Trophy: 2010, 2014
- Mistrzostwo dywizji: 2013, 2014
- Mistrzostwo konferencji: 2010, 2014